# Diphyus euxoae
Diphyus euxoae là một loài tò vò trong họ Ichneumonidae.